# Aréna Riga
Aréna Riga (lotyšsky: Arēna Rīga) je multifunkční hala v Rize v Lotyšsku. Dle počtu sedadel a míst k stání je to největší hokejový stadion v Lotyšsku a zároveň největší hala pro pořádání hudebních, kulturních a jiných sportovních akcí. Kapacita je 14 000 sedadel, výstavba byla dokončena roku 2006 (použití pro Mistrovství světa v ledním hokeji 2006).
Arénu od roku 2008 používá tým Dinamo Riga v KHL, své domácí zápasy zde hraje i lotyšská hokejová reprezentace. Aréna hostila mnoho koncertů slavných interpretů (např. Depeche Mode, Kylie Minogue, Billy Idol, James Brown, Sting, Simply Red, Pink, Nick Cave, Iggy Pop & The Stooges, Scorpions, Pet Shop Boys, Ozzy Osbourne, Muse, Linkin Park, Lenny Kravitz, Rammstein a další.).